# Coppa Intertoto 1971
La Coppa Intertoto 1971 è stata la quinta edizione di questa competizione (l'undicesima, contando anche quelle della Coppa Rappan) gestita dalla SFP, la società di scommesse svizzera.
Non era prevista la fase finale fra le vincitrici della fase a gironi della fase estiva. Le squadre che si imponevano nei singoli raggruppamenti venivano considerate tutte vincenti a pari merito e ricevevano, oltre ad un piccolo trofeo, un cospicuo premio in denaro.

## Partecipanti
| Nazione                   | Squadra                                                                | Campionato | Note                                                                                               |
| ------------------------- | ---------------------------------------------------------------------- | --- | -------------------------------------------------------------------------------------------------- |
| Cecoslovacchia (bandiera) | Inter Bratislava Tatran Prešov Fotbal Třinec Jednota Trenčín           | 7º campionato di Cecoslovacchia 1970-71 8º campionato di Cecoslovacchia 1970-71 10º campionato di Cecoslovacchia 1970-71 11º campionato di Cecoslovacchia 1970-71 | |
| Germania (bandiera)       | Hertha Berlino Eintracht Braunschweig Kaiserslautern Borussia Dortmund | 3º campionato di Germania Ovest 1970-71 4º campionato di Germania Ovest 1970-71 8º campionato di Germania Ovest 1970-71 13º campionato di Germania Ovest 1970-71  | Vincitrice della Coppa Intertoto Girone B1 nell'anno precedente                                    |
| Svizzera (bandiera)       | Grasshoppers Zurigo Servette Young Boys                                | Campione di Svizzera 1970-71 5º campionato di Svizzera 1970-71 7º campionato di Svizzera 1970-71 8º campionato di Svizzera 1970-71                                | Vincitrice Coppa di Svizzera 1970-71                                                               |
| Polonia (bandiera)        | Zagłębie Wałbrzych Szombierki Bytom Stal Mielec ROW Rybnik             | 3º campionato di Polonia 1970-71 6º campionato di Polonia 1970-71 10º campionato di Polonia 1970-71 13º campionato di Polonia 1970-71                             | |
| Svezia (bandiera)         | Malmö FF Åtvidaberg Djurgården Elfsborg                                | Campione di Svezia 1970 Vicecampione di Svezia 1970 3º campionato di Svezia 1970 4º campionato di Svezia 1970                                                     | Vincitrice Coppa di Svezia 1969-70                                                                 |
| Austria (bandiera)        | Wacker Innsbruck Austria Salisburgo LASK Austria Vienna                | Campione d'Austria 1970-71 Vicecampione d'Austria 1970-71 5º campionato d'Austria 1970-71 10º campionato d'Austria 1970-71                                        | Vincitrice della Coppa Intertoto Girone B6 nell'anno precedente Vincitrice Coppa d'Austria 1970-71 |
| Danimarca (bandiera)      | B 1903 AB Hvidovre Vejle                                               | Campione di Danimarca 1970 Vicecampione di Danimarca 1970 3º campionato di Danimarca 1970 4º campionato di Danimarca 1970                                         | |

## Squadre partecipanti
La fase a gironi del torneo era composta da sette gruppi di quattro squadre ciascuno, le squadre che si imponevano nei singoli raggruppamenti venivano considerate tutte vincenti a pari merito.
Rispetto alla Coppa dell'edizione precedente, non partecipano le squadre dei Paesi Bassi, della Francia, e del Belgio.
- In giallo le vincitrici dei gironi.

|          | Austria            | Cecoslovacchia   | Danimarca | Germania Ovest         | Polonia            | Svezia     | Svizzera     |
| Girone 1 | -                  | Jednota Trenčín  | AB        | Hertha Berlino         | -                  | -          | Zurigo       |
| Girone 2 | -                  | Tatran Prešov    | Vejle     | -                      | Stal Mielec        | Elfsborg   | -            |
| Girone 3 | LASK               | -                | B 1903    | -                      | Szombierki Bytom   | -          | Servette     |
| Girone 4 | Austria Vienna     | Fotbal Třinec    | Hvidovre  | Kaiserslautern         | -                  | -          | -            |
| Girone 5 | Wacker Innsbruck   | -                | -         | Borussia Dortmund      | Rybnik             | Åtvidaberg | -            |
| Girone 6 | -                  | -                | -         | Eintracht Braunschweig | Zagłębie Wałbrzych | Malmö FF   | Young Boys   |
| Girone 7 | Austria Salisburgo | Inter Bratislava | -         | -                      | -                  | Djurgården | Grasshoppers |

## Risultati
Date: 30 giugno (1ª giornata), 3 luglio (2ª giornata), 10 luglio (3ª giornata), 17 luglio (4ª giornata), 24 luglio (5ª giornata) e 31 luglio 1971 (6ª giornata). Alcuni recuperi sono stati disputati il 7 agosto 1971.

### Girone 1
| Squadra         | Pti | G | V | N | P | GF | GS | DR  |
| --------------- | --- | - | - | - | - | -- | -- | --- |
| Hertha Berlino  | 10  | 6 | 5 | 0 | 1 | 16 | 7  | +9  |
| Zurigo          | 9   | 6 | 4 | 1 | 1 | 13 | 8  | +5  |
| Jednota Trenčín | 5   | 6 | 2 | 1 | 3 | 9  | 7  | +2  |
| AB              | 0   | 6 | 0 | 0 | 6 | 4  | 20 | –16 |

|         | Her | Zur | Jed | AB  |
| ------- | --- | --- | --- | --- |
| Hertha  |     | 3-2 | 2-1 | 4-0 |
| Zurigo  | 3-2 |     | 1-0 | 2-1 |
| Jednota | 0-2 | 1-1 |     | 4-0 |
| AB      | 1-3 | 1-4 | 1-3 |     |

### Girone 2
| Squadra       | Pti | G | V | N | P | GF | GS | DR  |
| ------------- | --- | - | - | - | - | -- | -- | --- |
| Stal Mielec   | 12  | 6 | 6 | 0 | 0 | 15 | 3  | +12 |
| Tatran Prešov | 7   | 6 | 3 | 1 | 2 | 12 | 8  | +4  |
| Elfsborg      | 4   | 6 | 2 | 0 | 4 | 10 | 11 | –1  |
| Vejle         | 1   | 6 | 0 | 1 | 5 | 5  | 20 | –15 |

|          | Sta | Tat | Els | Vej |
| -------- | --- | --- | --- | --- |
| Stal     |     | 3-0 | 4-0 | 3-1 |
| Tatran   | 0-1 |     | 3-0 | 5-1 |
| Elfsborg | 0-1 | 2-3 |     | 4-0 |
| Vejle    | 2-3 | 1-1 | 0-4 |     |

### Girone 3
| Squadra          | Pti | G | V | N | P | GF | GS | DR |
| ---------------- | --- | - | - | - | - | -- | -- | -- |
| Servette         | 8   | 6 | 3 | 2 | 1 | 13 | 4  | +9 |
| Szombierki Bytom | 7   | 6 | 3 | 1 | 2 | 13 | 7  | +6 |
| LASK             | 5   | 6 | 1 | 3 | 2 | 8  | 16 | –8 |
| B 1903           | 4   | 6 | 1 | 2 | 3 | 4  | 11 | –7 |

|            | Ser | Szo | Lin | 1903 |
| ---------- | --- | --- | --- | ---- |
| Servette   |     | 2-0 | 7-0 | 0-1  |
| Szombierki | 0-1 |     | 4-1 | 3-0  |
| Linz       | 2-2 | 2-2 |     | 0-0  |
| 1903       | 1-1 | 1-4 | 1-3 |      |

### Girone 4
| Squadra        | Pti | G | V | N | P | GF | GS | DR  |
| -------------- | --- | - | - | - | - | -- | -- | --- |
| Fotbal Třinec  | 10  | 6 | 5 | 0 | 1 | 16 | 4  | +12 |
| Austria Vienna | 6   | 6 | 3 | 0 | 3 | 14 | 12 | +2  |
| Hvidovre       | 5   | 6 | 2 | 1 | 3 | 11 | 16 | –5  |
| Kaiserslautern | 3   | 6 | 1 | 1 | 4 | 8  | 17 | –9  |

|                | Tři | Aus | Hvi | Kai |
| -------------- | --- | --- | --- | --- |
| Třinec         |     | 1-0 | 7-0 | 3-0 |
| Austria        | 3-1 |     | 4-1 | 3-4 |
| Hvidovre       | 0-1 | 4-2 |     | 4-0 |
| Kaiserslautern | 1-3 | 1-2 | 2-2 |     |

### Girone 5
| Squadra           | Pti | G | V | N | P | GF | GS | DR |
| ----------------- | --- | - | - | - | - | -- | -- | -- |
| Åtvidaberg        | 9   | 6 | 4 | 1 | 1 | 15 | 7  | +8 |
| Rybnik            | 7   | 6 | 3 | 1 | 2 | 8  | 10 | –2 |
| SSW Innsbruck     | 5   | 6 | 2 | 1 | 3 | 11 | 12 | –1 |
| Borussia Dortmund | 3   | 6 | 1 | 1 | 4 | 10 | 15 | –5 |

|            | Åtv | Ryb | Inn | Bor |
| ---------- | --- | --- | --- | --- |
| Åtvidaberg |     | 4-1 | 3-1 | 5-2 |
| Rybnik     | 1-1 |     | 1-3 | 2-1 |
| Innsbruck  | 1-2 | 0-1 |     | 3-2 |
| Borussia   | 1-0 | 1-2 | 3-3 |     |

### Girone 6
| Squadra                | Pti | G | V | N | P | GF | GS | DR  |
| ---------------------- | --- | - | - | - | - | -- | -- | --- |
| Eintracht Braunschweig | 10  | 6 | 5 | 0 | 1 | 10 | 2  | +8  |
| Malmö FF               | 8   | 6 | 4 | 0 | 2 | 15 | 8  | +7  |
| Zagłębie Wałbrzych     | 4   | 6 | 2 | 0 | 4 | 3  | 8  | –5  |
| Young Boys             | 2   | 6 | 1 | 0 | 5 | 8  | 18 | –10 |

|              | Bra | Mal | Zag | Y.B |
| ------------ | --- | --- | --- | --- |
| Braunschweig |     | 0-1 | 1-0 | 2-0 |
| Malmö        | 0-1 |     | 4-0 | 6-3 |
| Zagłębie     | 0-1 | 2-0 |     | 1-0 |
| Young Boys   | 1-5 | 2-4 | 2-0 |     |

### Girone 7
| Squadra            | Pti | G | V | N | P | GF | GS | DR  |
| ------------------ | --- | - | - | - | - | -- | -- | --- |
| Austria Salisburgo | 11  | 6 | 5 | 1 | 0 | 16 | 3  | +13 |
| Djurgården         | 7   | 6 | 3 | 1 | 2 | 8  | 8  | ±0  |
| Inter Bratislava   | 4   | 6 | 2 | 0 | 4 | 17 | 16 | +1  |
| Grasshoppers       | 2   | 6 | 1 | 0 | 5 | 7  | 21 | –14 |

|              | Aus | Dju | Int | Gra |
| ------------ | --- | --- | --- | --- |
| Austria      |     | 1-1 | 2-0 | 3-0 |
| Djurgården   | 0-3 |     | 2-3 | 1-0 |
| Inter        | 1-4 | 1-2 |     | 9-2 |
| Grasshoppers | 1-3 | 0-2 | 4-3 |     |